# 魏特斯博恩
魏特斯博恩是德国莱茵兰-普法尔茨州的一个市镇。总面积3.12平方公里，总人口258人，其中男性137人，女性121人（2011年12月31日），人口密度83人/平方公里。